# Agustín Della Corte
Agustín Della Corte Bertoni (Paysandú, 11 settembre 1997) è un attore, modello e rugbista a 15 uruguaiano, noto principalmente per il ruolo di Antonio "Tintin" Vizintin nel film La società della neve.

## Biografia
Agustín Della Corte è nato nel 1997 nella città di Paysandú, situata nell’ovest dell’Uruguay. La sua famiglia è italo-uruguaiana. Ha iniziato a giocare a rugby in giovane età, presso il Trébol Rugby Club della sua città natale, e ha debuttato a livello internazionale con la nazionale uruguaiana all’età di 19 anni, il 10 giugno 2017 contro la Nazionale A di rugby a 15 dell’Italia.
Nel 2017 si è iscritto all’Università di Montevideo per conseguire un doppio titolo di laurea, seguendo contemporaneamente Direzione e Amministrazione Aziendale e Contabilità. Nel 2018 ha preso parte ai XI Giochi sudamericani, dove la nazionale uruguaiana di rugby a sette ha conquistato la medaglia d’argento.
Nel 2019 ha fatto la sua prima apparizione alla Coppa del Mondo di rugby, durante il torneo svoltosi in Giappone, esordendo nella terza partita dell'Uruguay contro il Galles. L’anno seguente è stato ingaggiato da Peñarol Rugby; tuttavia, pochi mesi dopo si è ritirato dalla pratica professionistica dello sport.
Nel 2021, dopo aver partecipato a un casting rivolto ad atleti, è stato selezionato come parte del cast del film La società della neve, diretto da Juan Antonio Bayona e basato sulla storia vera del disastro aereo delle Ande. Nel film, che ha ottenuto una nomination all’Oscar al miglior film in lingua straniera e ha vinto 12 premi Goya, ha interpretato Antonio "Tíntin" Vizintín, uno dei sopravvissuti all’incidente. Per questo ruolo ha dovuto affrontare una trasformazione fisica, perdendo 27 chili.
Dopo il suo ruolo in La società della neve, ha avuto piccole partecipazioni in altri film e ha iniziato una carriera come modello. A metà del 2024 è stato confermato nel cast della serie Netflix Olympo, che è stata distribuita il 20 giugno 2025. Nella serie interpreta il ruolo del rugbista Roque Pérez.

## Filmografia

### Cinema
- La società della neve (La sociedad de la nieve), regia di Juan Antonio Bayona (2023)
- Linda, regia di Mariana Wainstein (2024)
- Papeles, regia di Arturo Montenegro (2025)

### Televisione
- Olympo – serie TV, 8 episodi (2025)

## Palmarès
- Giochi sudamericani: 1